# Unregelmäßiges Dreiecksnetz

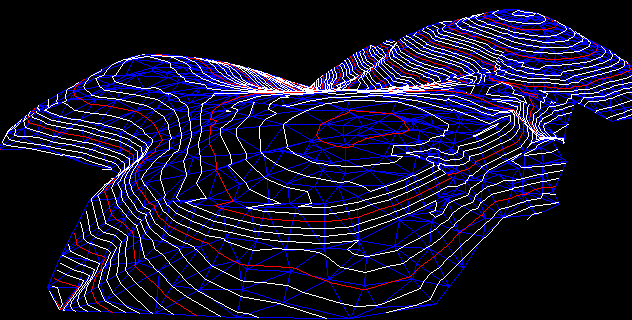
TIN (blau) mit überlagerten Höhenlinien

Ein unregelmäßiges Dreiecksnetz (englisch Triangulated Irregular Network, TIN) ist eine Möglichkeit zur Modellierung von Oberflächen auf Grundlage einer 3D-Punktwolke (Massenpunkte). Verwendet werden TINs für die digitale Geländedarstellung, z. B. in Geoinformationssystemen.
Um eine Oberfläche zu erhalten, werden die Massenpunkte dazu dreiecksvermascht und so eine Netzstruktur geschaffen: Durch Triangulation dieser Stützpunkte des Modells werden Kanten erzeugt und die durch die Kanten begrenzten Dreiecke mit einer Flächenfüllung versehen (eine lineare Interpolation).
Da die Triangulation einer Punktmenge {\displaystyle P} nicht eindeutig ist (für {\displaystyle P\subset \mathbb {R} ^{3}} mit {\displaystyle \vert P\vert >3}), werden Triangulationskriterien benötigt. Ein wichtiges Kriterium ist die so genannte Delaunay-Triangulierung.
Die erzeugten Flächen verlaufen durch eindeutig definierte Punkte, wodurch kein Genauigkeitsverlust durch Interpolation stattfindet und keine Höhensprünge zwischen den Zellen auftreten, wie dies bei Rasterdaten (insbesondere bei geringer Auflösung) der Fall ist. Bruchkanten im Gelände lassen sich so exakter darstellen.
Da es sich um ebene Dreiecke handelt, kann bei entsprechender Größe eine „plateauartige“ Geländedarstellung zustande kommen. Da die Verteilung der Massenpunkte unregelmäßig sein kann, können jedoch Bereiche mit hoher Reliefenergie durch Erhöhung der Punktdichte präzise modelliert und auch nachträglich Punkte eingeführt werden.
Durch die eindeutige Punktdefinition kann jeder Punkt nur einen Höhenwert annehmen, was negative Gradienten ausschließt (2,5D-Darstellung).

## Speicherung
Es gibt zwei unterschiedliche Methoden, ein TIN zu speichern:
- Flächen
- Knoten

### Flächen
Jedes Dreieck wird mit einem eindeutigen Schlüssel (ID) gekennzeichnet. Beim Speichern einer Fläche werden die benachbarten Flächen mitgesichert. Dazu werden zwei Tabellen erstellt. Eine Dreieckstabelle enthält die ID des Dreiecks, die Knoten, die das Dreieck bilden und die IDs der benachbarten Dreiecke. Eine Knotentabelle enthält die IDs der Knoten und deren Koordinaten (x, y, z).
Diese Form der Speicherung ist vorteilhaft bei flächenbezogenen Analysen (Hangneigungen, Oberflächenabfluss).

### Knoten
Es gibt nur eine Tabelle. In dieser werden die Knotenbezeichnung, die Koordinaten (x, y, z) und die benachbarten Knoten gespeichert. Es wird also die Kantenstruktur erfasst.
Diese Speicherung findet Anwendung bei Höhenlinien oder beim Erstellen von Geländeprofilen.